# Blücher (Schiff, 1939)
Die Blücher war ein Schwerer Kreuzer der Admiral-Hipper-Klasse der deutschen Kriegsmarine im Zweiten Weltkrieg. Sie war nach dem preußischen Generalfeldmarschall Blücher benannt. Bereits bei ihrem ersten Einsatz während des deutschen Überfalls auf Norwegen wurde das Schiff 1940 nur wenige Monate nach seiner Indienststellung durch norwegische Küstenverteidigungskräfte im Oslofjord versenkt.

## Geschichte

### Bau
Der Schwere Kreuzer Blücher wurde unter dem Haushaltsnamen Kreuzer G von der Kriegsmarine bestellt und  bei den Deutschen Werken in Kiel gebaut. Die Klasse wurde nach dem zweiten Schiff, der Admiral Hipper, benannt, weil es beim Bau der eigentlich als Typschiff vorgesehenen Blücher zu Verzögerungen kam und die Admiral Hipper vier Monate früher vom Stapel lief. Die Indienststellung erfolgte am 20. September 1939 unter Kapitän zur See Heinrich Woldag.

### Ausbildung
Die Blücher begann nach ihrer Indienststellung mit den Erprobungs- und Ausbildungsfahrten in der Ostsee. Sie dauerten wegen des langen, strengen Winters bis zum 30. März 1940. Im Gegensatz zu ihrem Schwesterschiff Admiral Hipper erhielt die Blücher den „Atlantiksteven“, der das Vorschiff bei hoher Fahrt besser gegen überkommendes Wasser schützen sollte, bereits vor der Indienststellung.

### Versenkung im Oslo-Fjord

Der Oslofjord – die Versenkung der Blücher erfolgte bei der Drøbak-Enge

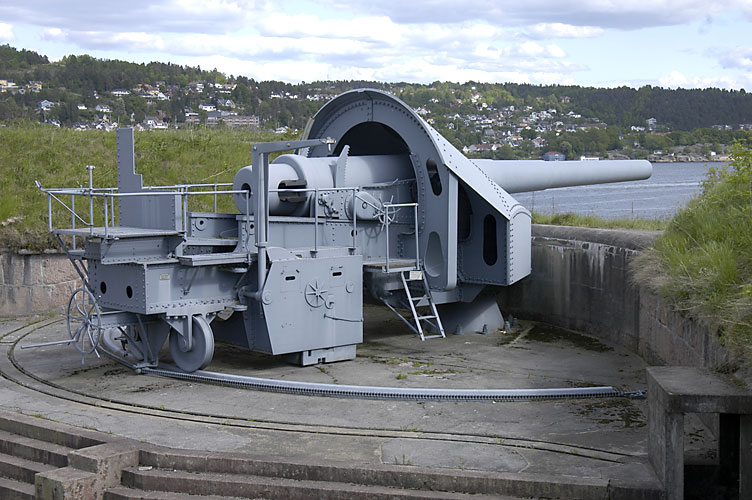
Eines der 28-cm-Krupp-Geschütze auf der Festung Oscarsborg

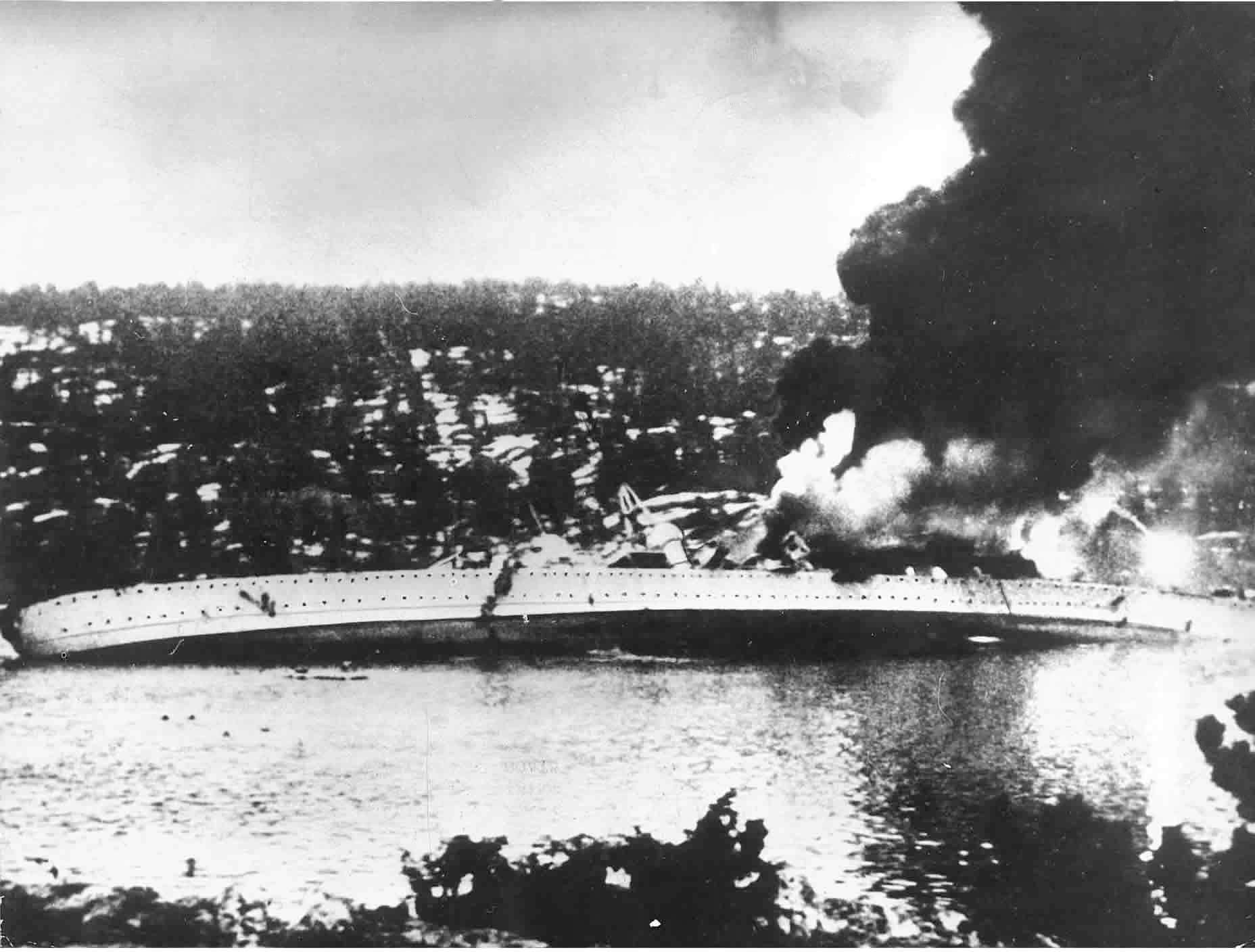
Die brennende Blücher kentert

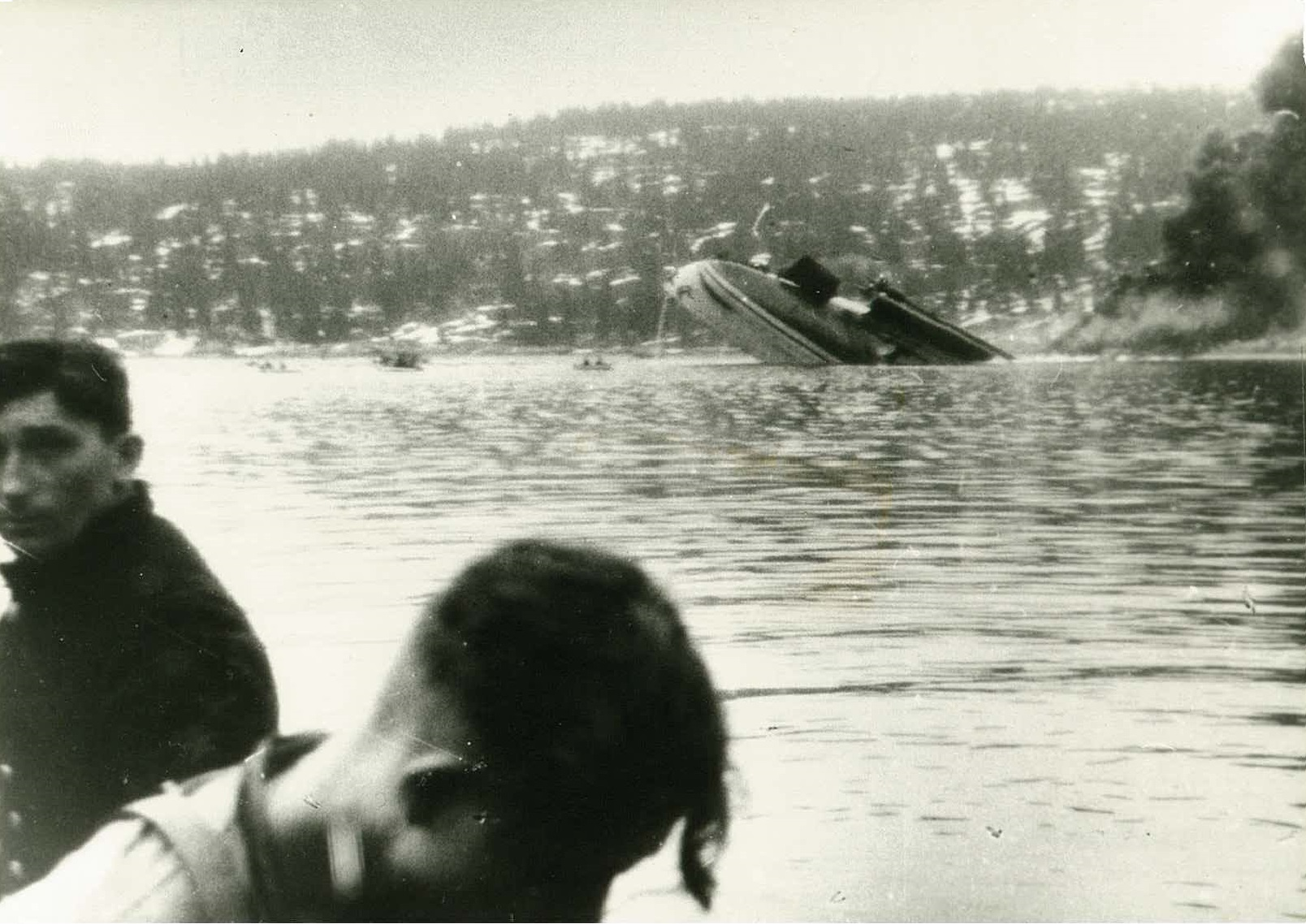
Die sinkende Blücher, kieloben, nur noch das Heck ragt aus dem Wasser. Einige deutsche Soldaten haben sich an Land gerettet

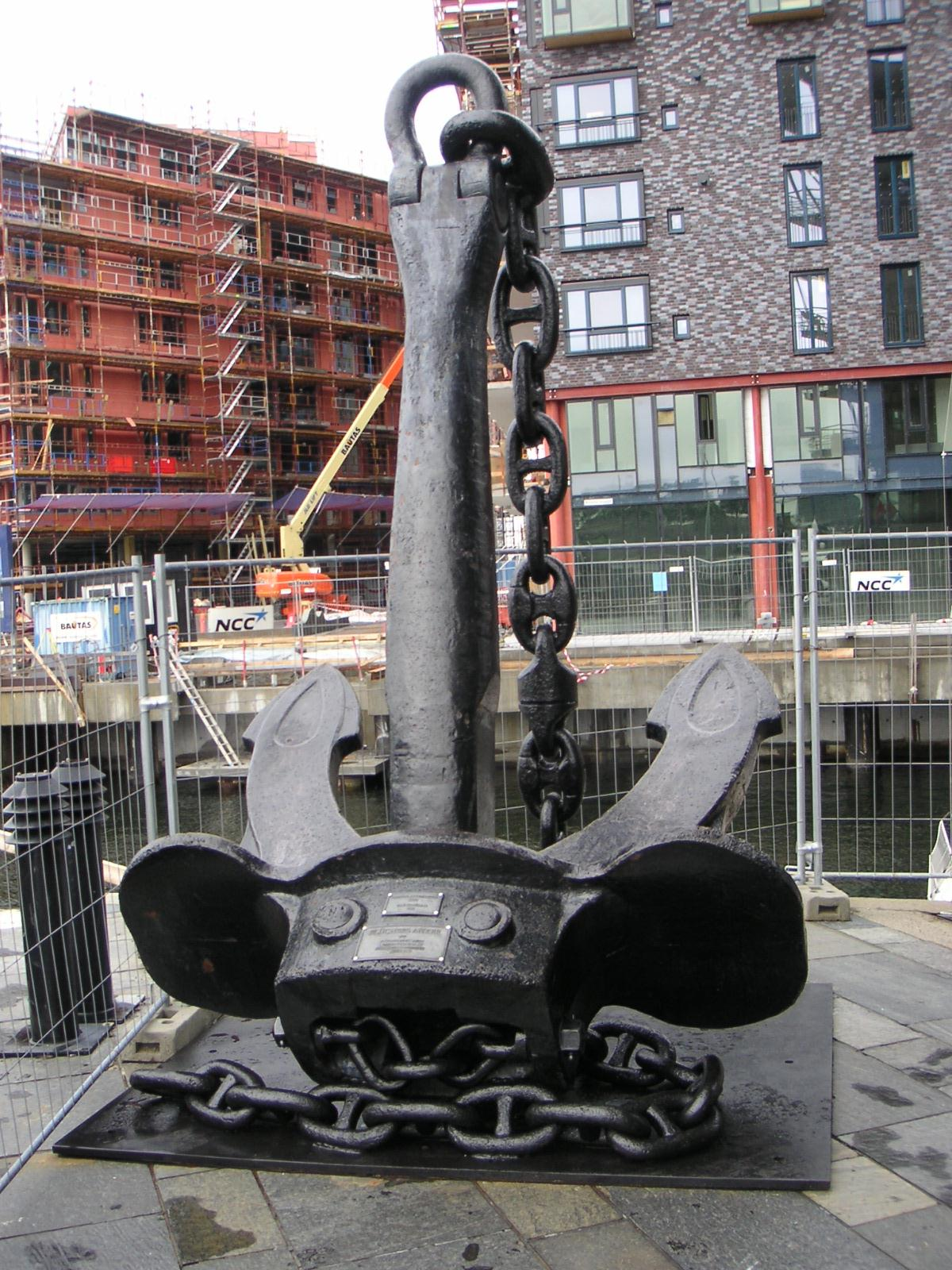
Geborgener Anker der Blücher

Der erste Kampfeinsatz der Blücher bei der Invasion Norwegens, dem „Unternehmen Weserübung“, führte am 9. April 1940 zum Totalverlust des Schiffes.

#### Lage
Die Blücher war erst am 30. März 1940 aus dem Erprobungsverhältnis entlassen worden. Volle Gefechtsbereitschaft sollte ab dem 3. Mai 1940 erklärt werden. Am 7. April 1940 wurden die Ausbildungsmängel in den Bereichen der schweren Artillerie sowie im Gefechtsdienst und in der Leckwehr dem Oberkommando der Marine schriftlich mitgeteilt. Als Führungsschiff der Kriegsschiffgruppe 5 unter Konteradmiral Oskar Kummetz sollte der Kreuzer zusammen mit dem Schweren Kreuzer Lützow und dem Leichten Kreuzer Emden nebst kleineren Einheiten Gebirgsjäger und Verwaltungsexperten nach Oslo bringen, um die norwegische Hauptstadt zu übernehmen. Kummetz führte mit Kapitän zur See Woldag, dem Kommandanten der Blücher, Diskussionen über die Marschgeschwindigkeit des Verbandes und setzte gegen die Überzeugung des Kommandanten eine äußerst geringe Geschwindigkeit durch, was den Norwegern letztlich die Bekämpfung des Schiffes erleichterte.

#### Versenkung
An der engsten Stelle des Oslofjordes, der Drøbak-Enge, wurde die Blücher am 9. April 1940 um 05:21 Uhr von der auf der Insel Süd-Kaholmen gelegenen Küstenbatterie der Festung Oscarsborg unter Oberst Birger Eriksen mit drei 28-Zentimeter-Geschützen beschossen, die 1893 von der deutschen Krupp AG an Norwegen geliefert worden waren. Dabei erhielt der Gefechtsmast einen Volltreffer in den Haupt-Flugabwehr-Einsatzstand. Ein weiterer Treffer ging in die Flugzeughalle, die in Brand geriet. Ein Ruderversager aufgrund eines Treffers zwang zu noch langsamerer Fahrt. Mit den Schrauben steuernd wurde das Schiff wieder auf Kurs gebracht. In diesem Moment erhielt die Blücher mehrere 15-Zentimeter-Treffer aus kurzer Distanz (1100–400 Meter). Zwei Torpedos der 500 Meter nördlich von der 28-Zentimeter-Hauptbatterie der Festung gelegenen Kaholmen-Torpedobatterie, die von dem pensionierten Kommandørkaptein (Fregattenkapitän) Andreas Anderssen kommandiert wurde, führten zum Totalverlust des Schiffs. Die Blücher trieb schwer beschädigt und brennend aus dem Feuerbereich der Batterien heraus. Die Ruderanlage fiel erneut aus, woraufhin Kapitän Woldag Befehl zum Ankern gab. Damit wollte er ein Auflaufen auf die Felsen verhindern und vor einer Weiterfahrt zuerst das Feuer an Bord löschen lassen. Das Schiff bekam jedoch immer mehr Schlagseite nach Backbord. Admiral Kummetz übergab seine Befehlsgewalt an den Kommandanten der Lützow, Kapitän zur See August Thiele.
Um 07:22 Uhr kenterte der Kreuzer und sank über den Bug östlich der Inselgruppe Askholmene. 830 Besatzungsmitglieder und Heeressoldaten des Landungskommandos fanden den Tod, wobei diese Zahlen bis heute nicht restlos belegt sind. Der Marinehistoriker Jürgen Rohwer schreibt jedoch in seinem Buch Der Krieg zur See 1939–1945 (1992), dass 125 Besatzungsmitglieder und 195 Heeressoldaten gefallen sind. Die Überlebenden mussten dem brennenden Ölteppich ausweichen, dem etliche Männer der Besatzung zum Opfer fielen. Die übrigen Besatzungsmitglieder retteten sich auf die Insel. Auch der Kommandant Woldag und der Erste Offizier, Fregattenkapitän Erich Heymann, überlebten den Untergang. Noch wochenlang trieben Leichen aus dem Wrack auf, wurden von den Norwegern geborgen und in bereitgestellten Särgen beerdigt.

#### Folgen
Durch den Verlust der Blücher verzögerte sich die Einnahme Oslos. Der norwegische König Haakon VII. und seine Regierung konnten so samt den Goldreserven des Landes nach Großbritannien evakuiert werden, von wo aus sie den Kampf um die Befreiung ihres Landes fortsetzten.

### Das Wrack heute
Das Wrack liegt noch heute in 90 Metern Tiefe im Oslofjord. Diverse Ankündigungen, es zu heben, blieben bisher ohne Ausführung. Da es als Seekriegsgrab zu betrachten ist, dürfte eine Hebung nicht mehr in Frage kommen. Bereits 1994 wurden über 1.600 Tonnen Öl abgepumpt, da über die Jahrzehnte an der Untergangsstelle immer ein Ölfilm auf dem Wasser zu sehen war. Doch noch immer sollen mehrere tausend Liter an Bord des Wracks sein und die Umwelt bedrohen, da das Wrack auseinanderbrechen oder durch die langsame Verrostung leck werden könnte.
Bis 1994 wurden nur zwei Anker und die drei aus wertvoller Bronze bestehenden Propeller der Blücher geborgen.
Teile des Aufklärungsflugzeugs vom Typ Arado Ar 196, das beim Untergang noch auf dem Flugzeugkatapult stand, wurden im Jahr 1994 geborgen. Bei der Hebung der Tragflächen und des BMW-132-Sternmotors zerfielen diese größtenteils infolge Luftkontakts. Die Reste wurden zum Flughafen Stavanger gebracht und im dortigen Flyhistorisk Museum, Sola (Sola Aviation Museum) konserviert.
Im Jahre 2014 wurden die Reste der Blücher vom norwegischen Riksantikvaren zunächst temporär unter Denkmalschutz gestellt.

## Kommandant
- Kapitän zur See Heinrich Woldag: vom 20. September 1939 bis zum Untergang im April 1940